# Phorinia cinctella
Phorinia cinctella là một loài ruồi trong họ Tachinidae.